# Margret Rasfeld

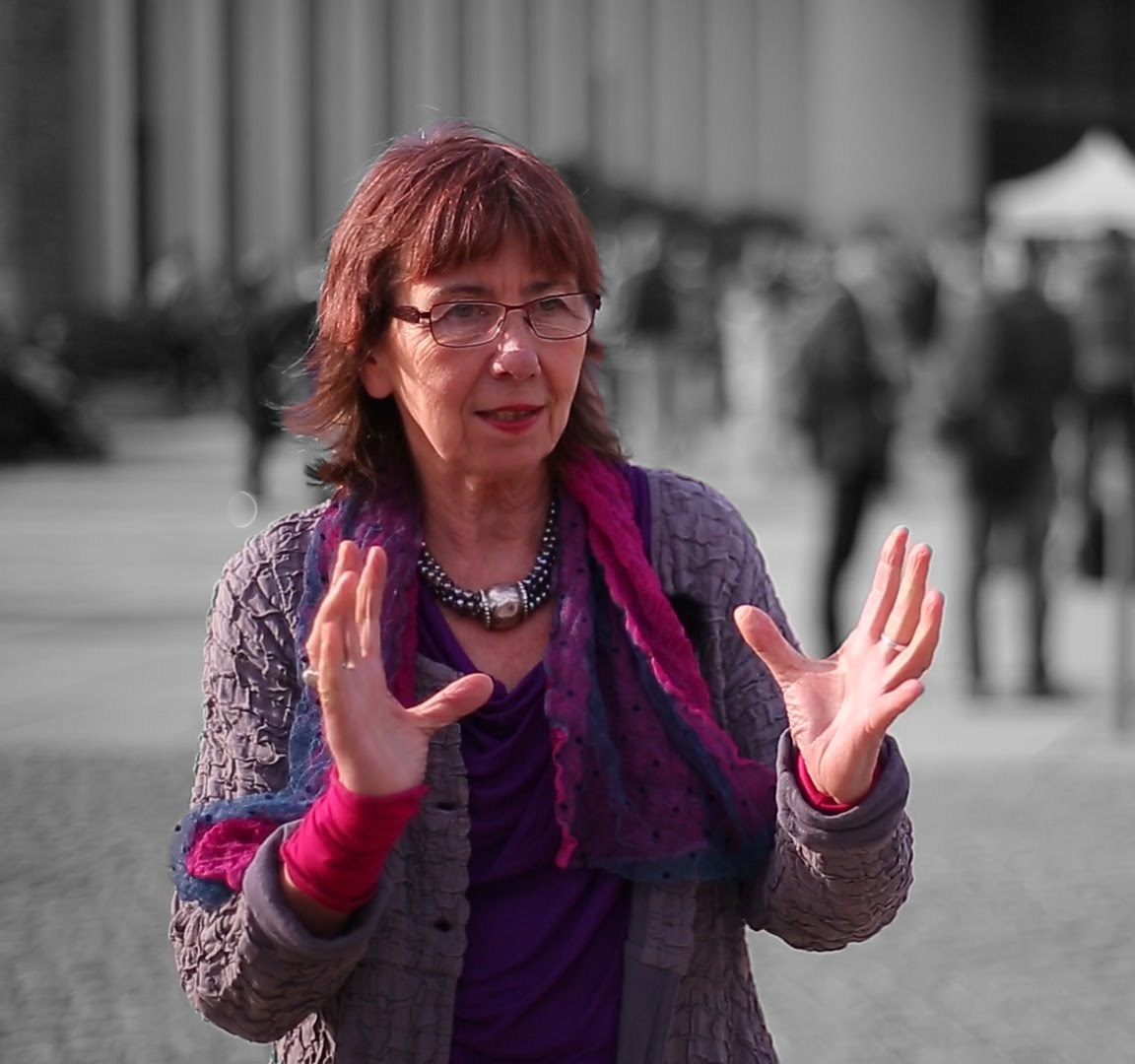
Margret Rasfeld (2016)

Margret Rasfeld (* 1951 in Gladbeck) ist eine deutsche Autorin und Schulleiterin im Ruhestand. Rasfeld ist Mitbegründerin und aktuelle Geschäftsführerin von Schule im Aufbruch und seit 2015 gewählte Ashoka-Fellow. Sie setzt sich für eine Neuausrichtung der Schulbildung nach Leitlinien der UNESCO-Kampagne Bildung für nachhaltige Entwicklung ein.

## Leben und Wirken
Die 1951 in Gladbeck im nördlichen Ruhrgebiet geborene Margret Rasfeld durchlief eine fachspezifische Ausbildung im Rahmen der Lehramtsstudiengänge der Fächer Biologie und Chemie und erwarb Zusatzqualifikationen in Organisationsentwicklung, Themenzentrierter Interaktion (TZI) und Gestaltungstherapie. Nach dem Lehramtstudium war sie von 1976 bis 1992 an verschiedenen Gymnasien in Nordrhein-Westfalen als Biologie- und Chemielehrerin tätig. Von 1992 bis 1997 war sie in Essen als didaktische Leiterin am Aufbau der Gesamtschule Borbeck beteiligt. Von 1997 bis 2007 baute sie die Gesamtschule in Essen-Holsterhausen auf, die für ihre Aktivitäten in der Bildung für nachhaltige Entwicklung vielfach hochrangig ausgezeichnet wurde. Auf Anfrage von Eltern hin wechselte Rasfeld 2007 nach Berlin, wo sie bis 2016 die Evangelische Schule Berlin Mitte/Zentrum (ESBZ) leitete.
Im Rahmen des von Bundeskanzlerin Angela Merkel initiierten Zukunftsdialogs zum Thema Wie wollen wir lernen? leitete Rasfeld 2011/2012 als eine von sechs sogenannten „Kernexperten“ die Arbeitsgruppe Gemeinsinn und soziale Kompetenzen. Im Ergebnisbericht des Projekts schreibt sie über sich selbst:

„Ich bin getragen von dem unbedingten Vertrauen in die Potenziale von Kindern und Jugendlichen. Mein Anliegen ist es, ein breites Bewusstsein dafür sowie Räume zu schaffen, damit sich diese Potenziale in ihrer gesamten Breite und Einzigartigkeit entfalten können. Meine Vision ist eine begeisternde wertschätzende Lernkultur, die zu Gemeinsinn und Verantwortung, Kreativität, Visionskraft, Unternehmensgeist und Handlungsmut inspiriert, ermutigt und befähigt.“

Um Schulen bei der Transformation zu unterstützen, gründete Rasfeld 2012 gemeinsam mit Stephan Breidenbach und Gerald Hüther die Initiative „Schule im Aufbruch“.
Im Jahr 2016 ging Margret Rasfeld in den Ruhestand. Seitdem wirbt sie auf Tagungen und in Schulen für „Schule im Aufbruch“ und eine neue Lernkultur.

## Weitere Aktivitäten
Im Jahr 2006 war Rasfeld Mitgründerin von buddy e.V. (heute education-Y). 2017 war sie an der Gründung des Global Goals Curriculum 2030 (GGC2030) beteiligt, eines Programms für eine neue Lern- und Arbeitskultur in Schule, Organisation und Zivilgesellschaft.

## Auszeichnungen
- 2011: Berliner Naturschutzpreis der Stiftung Naturschutz Berlin[12]
- 2012: Vision Award[13]
- 2013: querdenker Award[14]
- 2019: WeQ Award
- 2020: Digitaler Aufbruch Award Bildung

## Veröffentlichungen (Auswahl)
Bücher
- mit Peter Spiegel: EduAction – Wir machen Schule, Murmann, 2012.
- mit Stephan Breidenbach: Schulen im Aufbruch – Eine Anstiftung. Kösel, 2014 (Übersetzungen: polnisch, ukrainisch, slowakisch, kroatisch, koreanisch).
- Frei Day. Die Welt verändern lernen! Für eine Schule im Aufbruch. Oekom, München 2021, ISBN 978-3-96238-294-0.

Aufsätze in Fachbüchern
- Gesundheitsförderung an einem Gymnasium im Kontext des Gesunde Städte Netzwerke der WHO. In: Pelikan/Demmer/Hurrelmann (Hrsg.):  Gesundheitsförderung durch Organisationsentwicklung, Weinheim 1993.
- Die Utopien von heute sind die Wirklichkeiten von morgen. AGENDA 21 und Schule – eine Einladung zum EinmischeStandorte. In: Jahrbuch Ruhrgebiet, 1999/2000. Essen 2000.
- Nur wenn wir ihnen etwas zutrauen: Projekt: VERANTWORTUNG – ein Konzept für die ganze Schule. In: Anne Sliwka, Christian Petry, Peter E. Kalb (Hrsg.): Durch Verantwortung lernen. Beltz, Weinheim 2004.
- Good News: Lernen bewirkt Veränderung. In: Arbeitsstelle Weltbilder (Hrsg.): Globalpatrioten. Begegnungen, Positionen und Impulse zu Klimagerechtigkeit, Biologischer und Kultureller Vielfalt. Oekom 2012.
- Frederic Laloux: Selbstführende Schüler, Lehrer und Eltern – eine evolutionäre Schule. In: Frederic Laloux: Reinventing Organizations. Nelson Parker 2014.
- Was heute zu lernen für morgen wichtig ist. Ein Paradigmenwechsel. In: Volker Heyse (Hrsg.): Aufbruch in die Zukunft. Erfolgreiche Entwicklungen von Schlüsselkompetenzen in Schulen und Hochschulen. Waxmann 2014.
- Schule neu denken. In: Meinel, Weinberg, Krohn (Hrsg.): Design Thinking Live. Murmann 2015.
- Die Schule von morgen ist ein Basislager. In: Jahrbuch Bildung für nachhaltige Entwicklung. Neue Ziele, Wien 2017.
- Ein reformpädagogisches Netzwerk entwickelt internationale Strahlkraft und Reformpädagogik an katholischen und evangelischen Schulen. In: H. Barz (Hrsg.): Handbuch Bildungsreform und Reformpädagogik. Springer VS, Wiesbaden 2018.
- Die Evangelische Schule Berlin Zentrum – eine Schule mit Entrepreneural Spirit. In: Günter Faltin (Hrsg.): Handbuch Entrepreneurship. Springer 2018.
- Die Initiative Schule im Aufbruch. In: Marianne Gronert/Alban Schraut (Hrsg.): Handbuch Vereine der Reformpädagogik. Ergon 2018.
- Plädoyer für ein radikal neues Bildungsmodell. In: Alfred Herrhausen Gesellschaft (Hrsg.): Weiter.Denken.Ordnen.Gestalten. Mutige Gedanken zu den Fragen unserer Zeit. Siedler 2019.
- Digitalisierung allein macht noch keine Bildungstransformation. Für einen Systemwechsel im Sinne einer Bildung für Nachhaltige Entwicklung sollten wir sie uns zunutze machen. In: Anabel Ternes von Hattburg/Matthias Schäfer (Hrsg.): Digitalpakt – was nun?: Ideen und Konzepte für zukunftsorientiertes Lernen, Springer 2020.
- Die Gesellschaft denkt um – ein neues Paradigma des Lernens. In: Steffi Burkhart (Hrsg.): Be Water, My Friend. Was Menschen, Teams und Organisationen von den Eigenschaften des Wassers lernen können. Vahlen 2020.

Aufsätze in Zeitschriften
- Die Freiheit nutzen. In: Praxis Schule 1/2014.
- Von der Sitz-und Schreibschule raus in die Lebenswirklichkeit. In: SchulVerwaltung spezial, 5/2014.
- Aufbruch zu einer neuen Lernkultur. In: SchulVerwaltung Österreich, 3/2017.
- Das Neue wagen. Für die Welt in der wir leben wollen! In: Gemeinsam Lernen, 3/2018.
- Plädoyer für eine radikale Neuausrichtung der Bildung. In: Pädagogische Führung, 5/2019.
- Das Große beginnt im Kleinen. In: Zeitschrift Grundschule, Westermann 2/2020: Margret Rasfeld –